# Olivier Dahan
Olivier Dahan (La Ciotat, 26 giugno 1967) è un regista e sceneggiatore francese.

## Biografia
Nato a Parigi il 25 giugno 1967, Dahan si è diplomato in espressione plastica all'école d’Art di Marsiglia. Dahan ha debuttato dietro la macchina da presa con Frères, un lungometraggio televisivo del 1994, facente parte della serie ARTE Tous les garçons et les filles de leur âge.

## Filmografia
- Déjà mort (1998)
- Pollicino (Le Petit Poucet) (2001)
- Silvia oltre il fiume (La Vie promise) (2002)
- I fiumi di porpora 2 - Gli angeli dell'Apocalisse (Les rivières pourpres 2 - Les anges de l'apocalypse ) (2004)
- La Vie en rose (La Môme) (2007)
- My Own Love Song (2008)
- Dream Team (Les Seigneurs) (2012)
- Grace di Monaco (Grace of Monaco) (2014)
- A folk horror tale (2021)
- Simone, le voyage du siècle (2021)

## Musical
- Mozart, l'opéra rock (2009)

## Principali clip musicali
- Zucchero Fornaciari - Così celeste (1995)
- Zucchero Fornaciari - Eppure non t'amo (1996)
- The Cranberries - Salvation (1996)
- Eagle-Eye Cherry - Falling in love (1998)
- The Cranberries - Animal instinct (1999)
- The Cranberries - Promises (1999)
- Francis Cabrel - Hors saison (1999)
- MC Solaar - Les temps changent (1999)
- France Gall La seule chose qui compte (2004)
- Raphaël - Le vent de l'hiver (2008)
- Mozart, l'opéra rock - Vivre à en crever (2009)
- Mozart, l'opéra rock - Le bien qui fait mal (2009)
- Raphaël - Le bar de l'hotel (2010)
- Mylène Farmer - Bleu noir (2011)